# Car

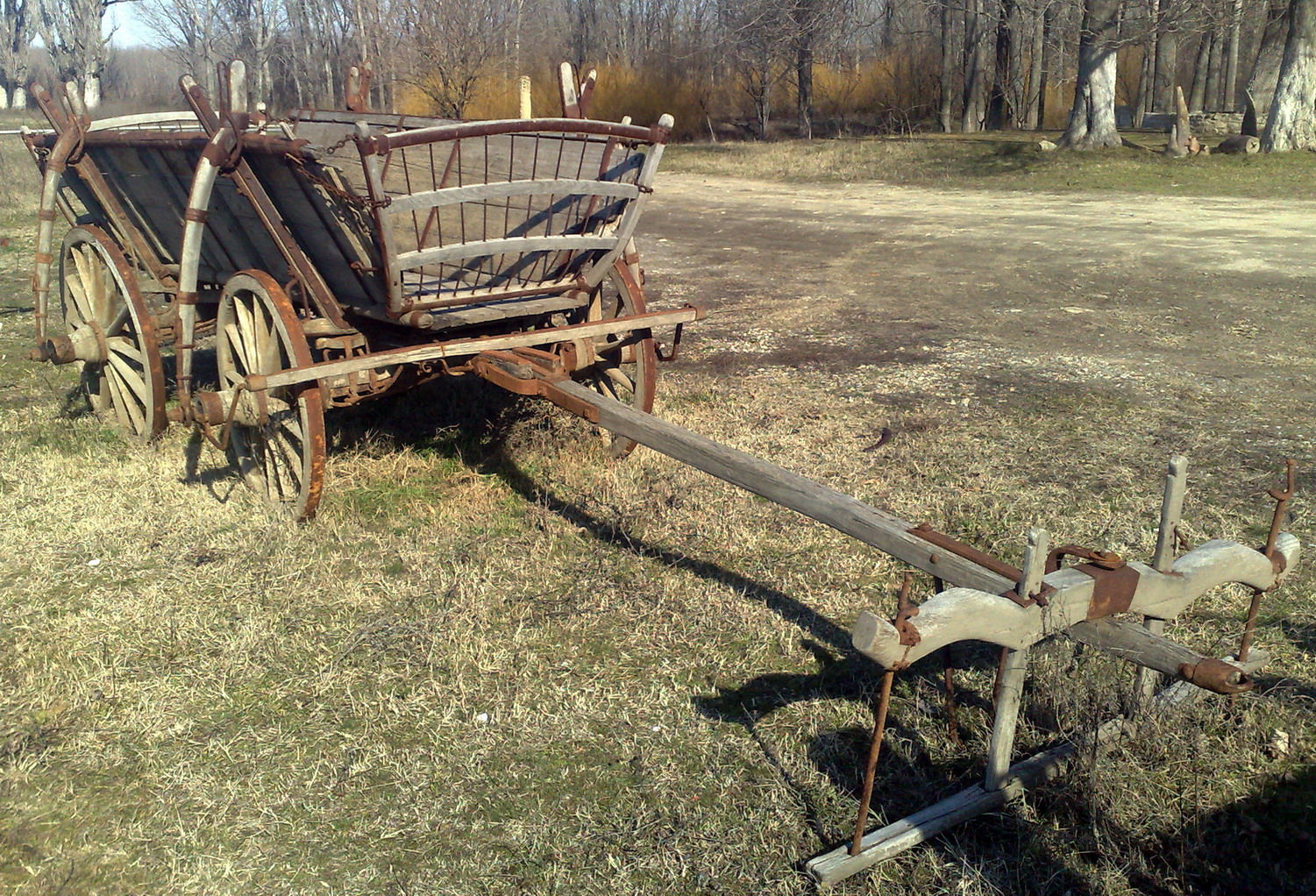
Car traditional din Romania

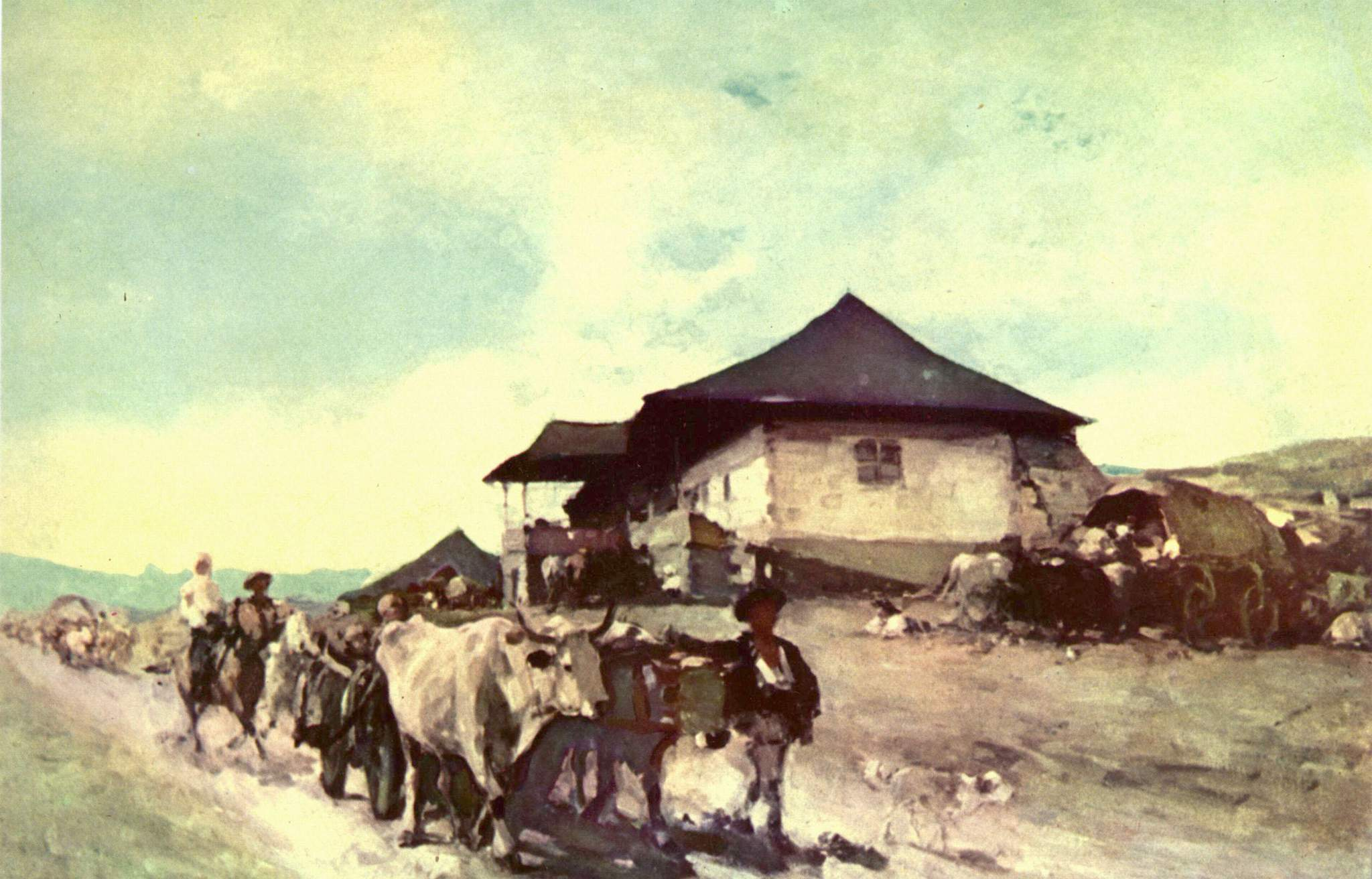
Car cu boi - pictură de Nicolae Grigorescu

Un car este un vehicul cu tracțiune animală (in general, tras de boi), folosit în mediul rural pentru transportul poverilor grele. Părțile componente ale unui car tradițional românesc sunt:
- roata - în numar de patru; se compune din butuc cu bucea, spițe, obezi, șină
- dricul - adică șasiul
- osia - în număr de două; sunt axele pe care se învart roțile
- crucea carului - asigură articulația dintre proțap și dric
- loitra - în număr de două; sunt parțile laterale ale lăzii carului
- draghina - in numar de patru; sunt barele rotunde de lemn care mărginesc longitudinal, sus și jos, loitrele
- leuca - în numar de două sau patru; este un lemn curbat prin intermediul căruia se sprijină loitra de osie
- șușletele - în număr de două; sunt părțile care închid lada carului în față și în spate; poate avea aspectul unui grătar a cărui poziție poate fi reglată de la vertical la orizontal
- coșar - împletitura de nuiele, fără fund, care se pune la car peste loitre, când este nevoie, pentru a mări volumul care se transportă (în general la căratul porumbului)
- proțapul sau oiștea - bara de lemn legată de dricul carului pe părțile careia se înjugă boii
- tânjala - prelungitor al proțapului, dotat cu jug, folosit pentru a înjuga o a doua pereche de boi la car; se folosește și pentru a tracta cu boii diverse unelte agricole (plug, grapă etc.)
- jugul - piesă de lemn care se pune pe gâtul animalelor de tracțiune cornute
- resteul - în număr de două; sunt bare de fier în formă de cui cu care se închid parțile laterale ale jugului
- jigla - în număr de două; sunt barele de lemn dintre gâtul boului și cuiul care fixează jugul de proțap
- lana sau policioara - bara de lemn care închide jugul pe sub gâtul boilor
- crucea proțapului - bară de lemn fixată perpendicular pe proțap la capătul acestuia dinspre car
- lamba sau vătraiul - în număr de două (uneori patru); piesă metalica fixată între crucea proțapului și capătul osiei din față cu rol de scară pentru urcat în car

Un car de dimensiuni mai mici si mai ușor, tractat în general de cai se numește căruță. 